# والری تریرولر
والری ماسونو (به فرانسوی: Valérie Massonneau) که بعد از ازدواج دومش با نام خانوادگی تریرولر (به فرانسه: Trierweiler) شناخته می‌شود خبرنگار سیاسی فرانسوی است که در ۱۶ فوریه ۱۹۶۵ در آنژو فرانسه متولد شده. و از سال ۲۰۰۵ با فرانسوا اولاند رئیس جمهور فرانسه که در تاریخ ۶ مه ۲۰۱۲ به ریاست جمهوری رسید زندگی می‌کند.

## زندگینامه
او پنجمین فرزند از شش فرزند خانواده اش می‌باشد . پدرش در جنگ دچار نقص عضو شد و پایش را دست داد و هنگامی که والری ۲۱ سال داشت از دنیا رفت. پدربزرگ و جدش بانکدار و صاحبان بانک آنژوین مسونو بودند که در سال ۱۹۵۰ به فروش رفت. شرح حال خانوادگی‌اش را در جریان تبلیغات انتخاباتی فرانسوا اولاند و مصاحبه‌ای که با اوئست فرانسه (روزنامه) داشت بازگو کرد.
در سال ۱۹۸۳ مدرک کارشناسی‌اش را در رشته ادبیات دریافت کرد و سپس به دانشگاه پانتئون سوربون (پاریس ۱) رفت تا در رشته تاریخ و علوم سیاسی تحصیل کند و بالاخره مدرک کارشناسی ارشد در رشته علوم سیاسی را دریافت کرد.

## حرفه روزنامه‌نگاری
پس از دریافت مدرک کارشناسی ارشد با مجله حرفه سیاسی آغاز به کار کرد و از سال ۱۹۸۹ به مجله پاری مچ (به فرانسه: Paris Match) رفت جایی که مقالات سیاسی به ویژه دربارهٔ حزب سوسیالیست فرانسه می‌نوشت. از سال ۲۰۰۵ به عنوان مجری یک برنامه سیاسی با کانال دیرکت ۸ همکاری می‌کرد.

## زندگی خصوصی

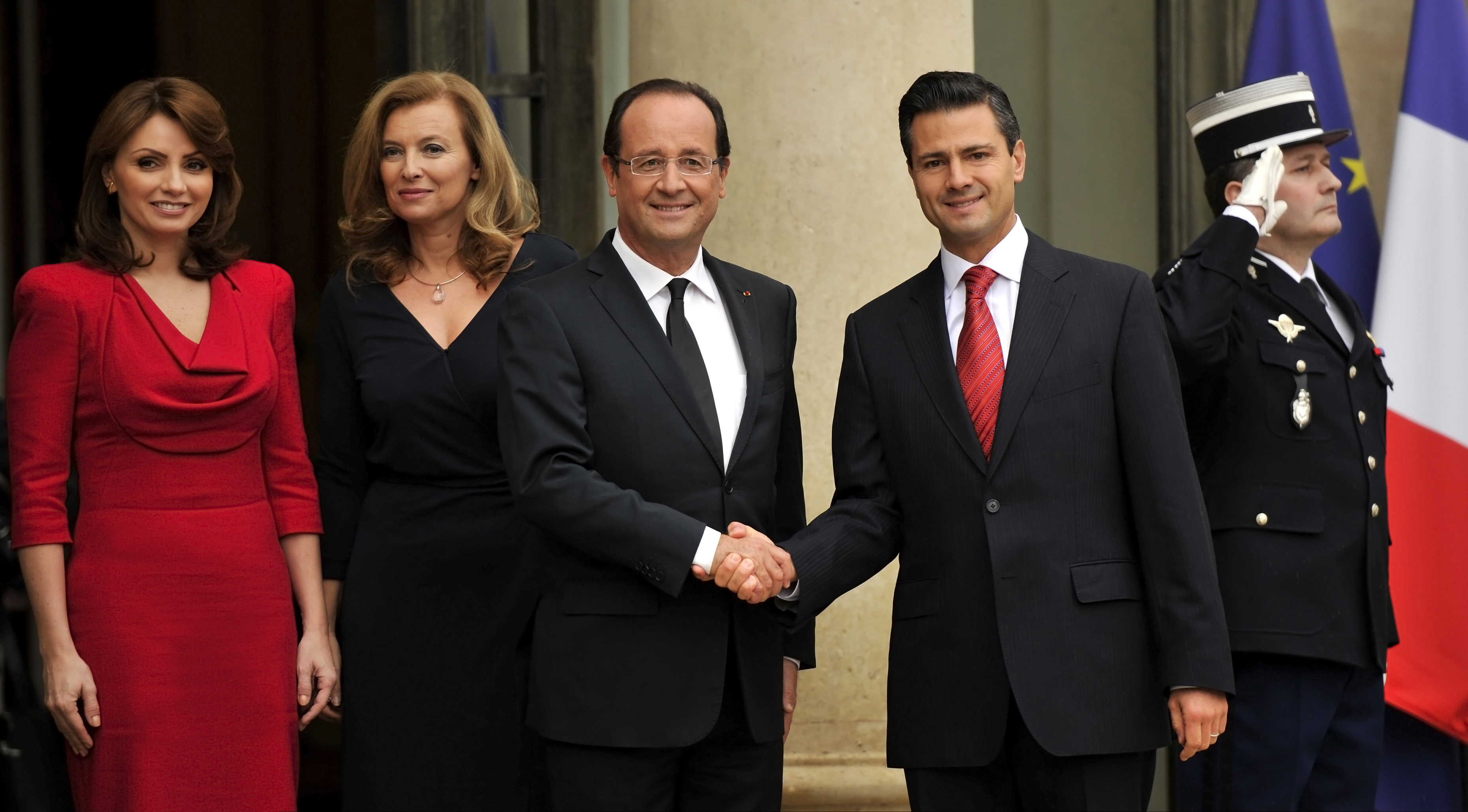
والری ماسونو در کنار فرانسوا اولاند

والری با دنیس تریرویلر استاد دانشگاه، خبرنگار، نویسنده و پژوهشگر فلسفه که به ویژه دربارهٔ هانس بلومبرگ تحقیق می‌کند ازدواج کرد و از او سه فرزند دارد. از سال ۲۰۰۷ تا ۲۰۱۴ با فرانسوا اولاند رئیس جمهور سابق فرانسه زندگی می‌کرد.
«والری تریروایلر» در حال حاضر از «فرانسوا اولاند» جدا شده‌است و کتابی با عنوان «برای این لحظه متشکرم» در شرح زندگی خصوصیشان منتشر کرده است. این کتاب با ترجمه‌ی «ابوالفضل الله‌دادی» در انتشارات به‌نگار در ایران منتشر شده و با استقبال مخاطبان ایرانی به چاپ ششم رسیده است.

## بانوی اول فرانسه
والری تریرویلر نخستین بانوی اول فرانسه است که با رئیس‌جمهور پیمان زناشویی نبسته است و می‌خواهد همچنان به کار روزنامه نگاری اش ادامه دهد. همراهی او در سفرها با رئیس جمهور به غیر از واتیکان که به‌طور حتم نمی‌تواند مورد استقبال قرار گیرد در سایر کشورهای مذهبی هم مثل عربستان سعودی،اندونزی و هند نیز می‌تواند تبدیل به یک موضوع مورد بحث شود. 